# Adame Ba Konaré
Adame Ba Konaré ou Adame Konaré Ba (Segú, Mali, 1 de maio de 1947) é uma historiadora, escritora, militante do movimento democrático de seu país, e ativista pelos direitos das mulheres. Em 1995 fundou o Museo de la Mujer Muso Kunda, um dos poucos museus de temática feminina que existem na África.  Em suas pesquisas e estudos, ressalta o valor da tradição oral para conhecer e investigar a História da África, que desde a década de 1960 é reconhecida como fonte de informação tão válida quanto os documentos escritos, segundo a historiadora.  Foi primeira dama de seu país entre 1992 e 2002.

## Biografia
Adame nasceu em Ségou em 1947. Seu pai, Mamadou Ba era dentista e sua mãe, Kadiatou Thiam vinha de uma família com longa tradição de intelectuais da África Muçulmana Ocidental, com origens na região de Futa Toro no Senegal. Ambos da tribo Fula. Realizou a sua educação superior em História e Geografia na Escola Normal Superior de Bamako (ENSUP)  na cidade de Bamako. Em 1971 casou-se com o também historiador e político Alpha Oumar Konaré que era, na época, professor de ensino médio e preparava seu doutorado na Universidade de Varsovia. Juntos realizaram o doutorado nessa cidade, ele em Arqueologia e ela em História. Na Polônia nasceu seu primeiro filho.  Em 1976 voltaram ao Mali, onde ela trabalhou como professora de História na Escola Normal Superior (de 1981 a 1984), dirigindo o departamento de Hisória e Geografia, até junho de 1992, data em que seu marido foi eleito presidente o país.
Konaré e sua esposa trabalharam juntos em vários projetos e participaram do movimento democrático malinense.  Publicaram um livro em 1983 chamado Grandes Datas Do Mali (disponível no Amazon) e ambos trabalharam para a causa democrática durante a presidência de Moussa Traore, que governou o país pelo partido único até 1991. Durante esse tempo criaram a Editora Jamana, um jornal diário chamado Lhes Echos e um partido político chamado ADEMA-PAS. O movimento democrático foi a chave para a queda de Moussa Traoré em 26 de março de 1991.
Quando seu marido assumiu a presidência do país, e depois de um curto período como inspetora geral no Ministerio da Educação em 1992, ela deixou o ensino e se envolveu na diplomacia pública.  Em 1993 publicou o Dicionário das Mulheres célebres do Mali; o livro Vos da parole: Cosmologie du pouvoir , em 2000; um ensaio sobre o exercício do poder político na África; e a coleção de suas intervenções públicas Ces mots que je partage: Discours d'une primière dá-me d'Afrique, em 1993.
Quando em 2003 seu marido liderou a União Africana, e até 2008, ela transferiu sua residência para Adís Abeba, a capital da Etiópia e sede da instituição. Depois do final do mandato, a família regressou a Bamako.

## Obra
Considera-se herdeira da historiografia colonial e da historiografia maliense, e no final dos 80 era considerada 'a única escritora' de Malí. Ao longo de sua carreira tem publicado numerosos livros e artigos, desde biografias (sobre Sunni Ali Ber ) até filosofia ( L'Vos da parole ) e inclusive uma novela ( Quand l'ail se frotte a l'encens ), cuja trama centra-se na ruptura social, em uma sociedade fictícia, similar à de Meli. Por este livro, seu estilo tem sido comparado com as obras dos autores franceses Emile Zola e Victor Hugo .
Em suas entrevistas, Adame posiciona-se abertamente feminista e ativista pelos direitos das mulheres, reivindicando a revalorização dos conhecimentos das mulheres.
Inicialmente sua especialidade era a História bambara, para reivindicar e reabilitar o legado histórico, frente às imposições coloniais, que alegaram que a África não tinha História. Quando comneçou a viajar, as pessoas lhe perguntavam sobre a situação das mulheres em seu país, e foi então quando deiciciu levar adiante uma importante pesquisa sobre a história e o papel das mulheres, segundo o que ela mesma contou, em uma entrevista de 2019.
Em 1993, publicou um 'Dictionnaire dês femmes célèbres du Mali : dês temps mythico-légendaires au 26 mars 1991', que contém uma análise sobre o papel e a imagem da mulher malinense na história do país. Com base nas entrevistas de pesquisa e nas histórias ouvidas das mulheres, Adame se propôs, para além do dicionário, a criação de um museu dedicado à história das mulheres. Mulheres que também foram protagonistas da revolta de 26 de março de 1991, como movimento democrático.
Em 1995 ela fundou o Museu da Mulher Muso Kunda Bamako, um museu de mulheres, que junto ao Museu  Henriette Bathily de Gorée do Senegal, é um dos poucos museus da África dedicados à mulher. Também criou o Centre Kadiatou Thiam (Centro de formação e de produção para a mulher CKT-Faladiè).
Em setembro de 2007, lançou um projeto para promover a História africana, fazendo um apelo a seus colegas africanos para trabalhar de forma colegiada, recolhendo textos científicos históricos sobre a África e sobre a História africana, em resposta a um discurso do presidente francês (na época)  Nicolas Sarkozy, realizado no Dakar, em que ele declarou que "o homem africano [não tinha] entrado ainda na História. Como resultado, organizou e publicou a coletânea de ensaios Petit précis de remise à niveau sul l'histoire africaine à l'usage du président Sarkozy'.
Em março de 2011, fez um apelo aos africanos sobre a invervenção ocidental na Líbia: Cri aux Africains, suite à l’attaque armée perpétrée contre a Lybie par lhes puissances ocidentais em mars 2011, Editions Jamana, março 2011,
Em 2017, escreveu uma carta aberta ao presidente fancês (na época) Emmanuel Macron, reclamando sua atenção para a questão Africana.
Durante anos, ocupou-se de reabilitar a tradição griotica, que são as fontes da história oral africana. Em 1987 publicou L’épopée de Ségou : Dá Monzon, um pouvoir guerrier, sobre a história do reino bambara de Segú.
Em 2018 publicou Lhe griot m'a raconté...: Ferdinand Duranton (1797-1838), le prince français du Khasso, onde recupera, em forma de contos, a história do navagador e aventureiro francês Ferdinand Duranton. A obra é redigida em terceira pessoa, e se refere a um jovem francês que sai de Mali para pesquisar a história de Duranton, de quem ele pensa ser descentente.  Junto às aventuras, a obra oferece chaves de interpretação da história do Mali, bem como da atualidade do país, denunciando a corrupção, os abusos de poder, e as ofensivas de grupos ilsâmicos armados. Adame havia encontrado o nome de Duranton quando realizava sua pesquisa para o Dicionário de mulheres célebres de Mali, e tendo identificado uma princesa Sadioba Diallo, filha do rei do Khasso, que se casou com um francês de nome Ferdinand Duranton 1825, resolveu pesquisar a sua história.
Adame também é presidente fundadora da associação humanitária Fundação Partage que desenvolve ações humanitárias não só em Mali como também em Ruanda (durante o genocídio dos anos 1990), e no Haiti (depois do sismo de 2010, e onde uma construção escolar leva seu nome em Cité Soleil, em Porto Príncipe, desde 2014). É também membro fundadora (em 1991) do Coletivo de Mulheres do Mali - COFEM,  que fez parte das lutas do movimento democrático, iniciadora da associação da entina peul em África Tabital Palaku e membro da associação de historiadores do Mali.
Em 1971 ela se casou com Alpha Oumar Konaré, que foi presidente do Mali de 1992 a 2002. O casal tem quatro filhos.

## Publicações
- 1977 : Sonni Ali Ber (Études nigériennes  no. 40)
- 1983 : Sunjata, fondateur de l’empire du Mali (Nouvelles Éditions africaines)
- 1983 : Grands dates du Mali em colaboração com Alpha Oumar Konaré (EDIM)
- 1987 : L’Épopée de Ségou Dá Monzon, um pouvoir guerrier, Lausanne, (Éditions Pierre Marcel Favre)
- 1993 : Dictionnaire dês femmes célèbres du Mali (Jamana)
- 1993 : Ces mots que je partage : Discours d’une Première Dame d’Afrique (Jamana)
- 2000 : L’Os de la parole : Cosmologie du pouvoir (Présence africaine)
- 2001 : Parfums du Mali : Dans lhe sillage du wusulan (Cauris)
- 2006 : Quand l’ail se frotte à l’encens (Présence africaine)
- 2006 : Senoufo Du Mali: Photographies De Renee Colin-Nogues
- 2008 : Petit précis de remise à niveau sul l'histoire africaine à l'usage du président Sarkozy Editions La Découverte, 16 octobre 2008, 347 p., Broché (ISBN 978-2-7071-5637-2). (Também publicado em Argélia por éditions Barzakh, em Mali por edições Jamana e em Sénégal por Papyrus Afrique).
- 2008 : Histoire, démocratie, valeurs : nouvelles pistes de réflexion CODESRIA
- 2018 : Lhe griot m'a raconté...: Ferdinand Duranton (1797-1838), lhe prince français du Khasso. Paris, Présence africaine, 2018, 247 p., ISBN : 978-2-7087-0923-2.